# Aleksa Avramović
Aleksa Avramović (Čačak, 25 de outubro de 1994) é um jogador de basquete sérvio.

## Carreira juvenil
Avramović jogou nas camadas jovens do Mladost Čačak, antes de se juntar ao rival da cidade Borac Čačak em 2013.

## Carreira profissional
Avramović teve sua primeira experiência no basquete sênior com o Borac Čačak, onde jogou toda a temporada 2013-14, depois passou uma temporada jogando pelo OKK Beograd.
No verão de 2015, ele retornou ao seu antigo time, Borac Čačak. Ele foi o artilheiro da liga e o MVP na primeira metade da temporada 2015-16. No jogo de fevereiro contra o Mladost Zemun, ele marcou 47 pontos em 15 de 21 arremessos de campo, além de ter 6 assistências e 12 rebotes; por tal desempenho, ele foi nomeado o MVP da rodada com a classificação de índice de 63. Ele terminou a temporada com médias de 20,1 pontos, 4,4 rebotes e 5,9 assistências por jogo.
Em 16 de junho de 2016, ele assinou um contrato com o time italiano Pallacanestro Varese. Em 3 de outubro de 2016, ele fez sua estreia pela equipe contra o Dinamo Sassari, marcando 4 pontos em 15 minutos. Na primeira rodada da Liga dos Campeões de Basquete de 2016–17, ele marcou 29 pontos em 25 minutos contra o ASVEL. Em sua temporada de estreia com o clube, Avramović teve uma média de 6,5 pontos em 25 jogos da Liga Italiana, enquanto arremessou 36,4% do campo.
Na temporada 2017-18, Avramović melhorou suas estatísticas da temporada, com média de 11,8 pontos, 3,1 rebotes e 2,3 assistências em 30 jogos da Liga Italiana. Em 2018-19, ele emergiu como líder da equipe, aparecendo em 30 jogos da Liga Italiana e com média de 17,7 pontos, 3,4 rebotes e 3 assistências por jogo, enquanto arremessava 43,8% do campo e 39,5% em 5,2 tentativas de três pontos por jogo.
Em 28 de junho de 2019, ele assinou um contrato de dois anos com o Unicaja da Liga ACB, supostamente no valor de 530.000 euros. Ele foi emprestado ao Estudiantes em dezembro de 2019 e teve uma média de 14,7 pontos por jogo antes da temporada ser suspensa. Em 10 de junho de 2020, ele renovou com o Estudiantes, Na temporada 2020-21, ele teve uma média de 16,4 pontos, 3,5 assistências e 2,9 rebotes em 36 jogos da Liga Espanhola.
Em 6 de julho de 2021, Avramović assinou um contrato de dois anos com o Partizan da Liga ABA e da Eurocopa. Em 6 de março de 2022, no clássico eterno contra o rival KK Crvena zvezda, Avramović marcou 33 pontos, registrou 6 assistências e 1 rebote. Seu jogo da temporada trouxe a vitória contra o Zvezda com um placar de 98–84 na 21ª rodada da Liga ABA. Na temporada 2021–22, Avramović teve uma média de 11,1 pontos e 3,3 assistências em 32 jogos da Liga ABA.
Durante a temporada 2022-23, Avramović jogou pela primeira vez na Euroliga, onde o Partizan foi eliminado do Real Madrid em uma série de playoffs acirradas. Ao longo da temporada, Avramović teve uma média de 6,3 pontos, 1,9 rebotes e 1,3 assistências por jogo. O Partizan encerrou a temporada 2022-23 levantando o troféu do campeonato da Liga ABA, após um placar de 3 a 2 contra o Crvena zvezda na série final. Na Liga ABA, ele teve uma média de 8,4 pontos e 3,2 assistências em 17 jogos.
Em 6 de julho de 2023, Avramović assinou um novo contrato de dois anos com o Partizan, supostamente no valor de 450.000 euros por temporada. Em 1 de março de 2024, em uma vitória de 100-90 contra o Anadolu Efes, ele estabeleceu um recorde de 30 pontos na carreira. Ao longo da temporada, ele teve uma média de 10,2 pontos, 1,8 rebotes e 1,8 assistências em 24 jogos da Euroliga. A temporada foi considerada malsucedida para o Partizan, pois eles terminaram a temporada sem levantar nenhum troféu.

## Carreira na seleção
Avramović representou a seleção masculina de basquete da Sérvia na Copa do Mundo de Basquetebol FIBA de 2023, sob o comando do técnico Svetislav Pešić. A Sérvia conquistou a medalha de prata, perdendo para a Alemanha no jogo final. Em 7 jogos disputados, Avramović teve uma média de 11,3 pontos, 2,1 assistências e 1,4 rebotes por jogo. Nos Jogos Olímpicos de Verão de 2024, em Paris, conquistou a medalha de bronze no torneio masculino do basquetebol, após vencer confronto contra a equipe alemã por 93–83 na disputa pelo terceiro lugar.